# Batalha de Voznesensk
A batalha de Voznesenk foi uma série de confrontos militares entre a Rússia e a Ucrânia que ocorreram como parte da ofensiva do sul da Ucrânia durante a invasão russa da Ucrânia em 2022 no início de março de 2022.
Depois de capturar a cidade de Kherson, as forças russas avançaram para oeste em direção à cidade de Mykolaiv. Enquanto as forças russas atacavam Mykolaiv, uma coluna russa se destacou e avançou para o norte, engajando as forças ucranianas duas vezes na pequena cidade de Voznesenk . A cidade onde a maioria dos residentes fala a língua russa foi considerada estrategicamente significativa para as forças russas devido a ter uma ponte sobre o rio Bug do Sul e sua proximidade com a Usina Nuclear do Sul da Ucrânia.

## Primeira batalha
Em 2 de março de 2022, elementos da 126ª Brigada de Defesa Costeira da Frota Russa do Mar Negro avançaram para noroeste em direção à cidade de Voznesenk de Mykolaiv, tentando encontrar uma travessia sobre o rio Bug do Sul. A coluna russa supostamente consistia de 400 homens e 43 veículos.
Em preparação, Yevgeniy Velychko, prefeito da cidade e um dos comandantes ucranianos, afirmou que empresários locais ajudaram as forças ucranianas a criar vários bloqueios nas estradas e destruíram uma ponte sobre o rio Mertvovod em Voznesensk, bem como cavar a margem do rio para que os veículos russos não pudessem atravessá-lo.
As forças russas iniciaram a batalha bombardeando a cidade, danificando vários edifícios. Paraquedistas russos foram lançados para o sudoeste da cidade, enquanto uma coluna blindada avançava do sudeste, encenando na aldeia vizinha de Rakove. Atiradores russos criaram ninhos em várias casas da vila, e as forças russas montaram uma base em um posto de gasolina local. Um APC russo disparou contra a base local das Forças de Defesa do Território, matando vários soldados ucranianos. As forças russas não conseguiram entrar em Voznesenk. A artilharia ucraniana começou a bombardear as posições russas, impedindo que a artilharia russa montasse seus morteiros.
Ao anoitecer, os tanques russos começaram a atirar em Voznesenk, mas recuaram depois de serem recebidos com contra-fogo. Ao mesmo tempo, as forças ucranianas continuaram a bombardear posições russas, destruindo alguns veículos russos. Soldados ucranianos avançaram a pé, atacando veículos russos com mísseis FGM-148 Javelin fornecidos pelos Estados Undiso, destruindo pelo menos 3 tanques. As forças ucranianas também conseguiram derrubar um helicóptero de ataque russo Mil Mi-24. As forças russas recuaram totalmente em 3 de março, abandonando equipamentos e veículos. Durante a retirada, a artilharia russa bombardeou Rokove, atingindo uma clínica. As forças russas também saquearam a aldeia. A coluna russa recuou 40 mi (64 km) a sudeste.
No total, 30 veículos russos, incluindo alguns tanques, foram abandonados. Entre eles, as forças ucranianas conseguiram resgatar 15 tanques. Autoridades locais afirmaram que cerca de 100 soldados russos foram mortos e 10 foram capturados. As forças ucranianas sofreram algumas baixas, principalmente entre as Forças de Defesa Territoriais. 12 civis foram mortos durante a batalha.

## Segunda batalha
Em 9 de março, as forças russas realizaram outro ataque a Voznesenk. As forças ucranianas estabeleceram uma posição de defesa perto da ponte destruída. No dia seguinte, as forças russas capturaram a cidade. As forças ucranianas recapturaram Voznesenk três dias depois, em 13 de março. Em 18 de março, os contra-ataques ucranianos ao redor da área empurraram os russos 120 quilômetros para trás da cidade.
As forças ucranianas locais continuaram a fortificar a cidade após o segundo ataque, acreditando que as forças russas continuariam seus ataques.